# Pierre couverte de la Planche
Der Dolmen Pierre couverte de la Planche (auch La Pierre Couverte du Gué au Poirier genannt) liegt westlich von Broc bei La Flèche im Département Maine-et-Loire in Frankreich. Dolmen ist in Frankreich der Oberbegriff für Megalithanlagen aller Art (siehe: französische Nomenklatur).

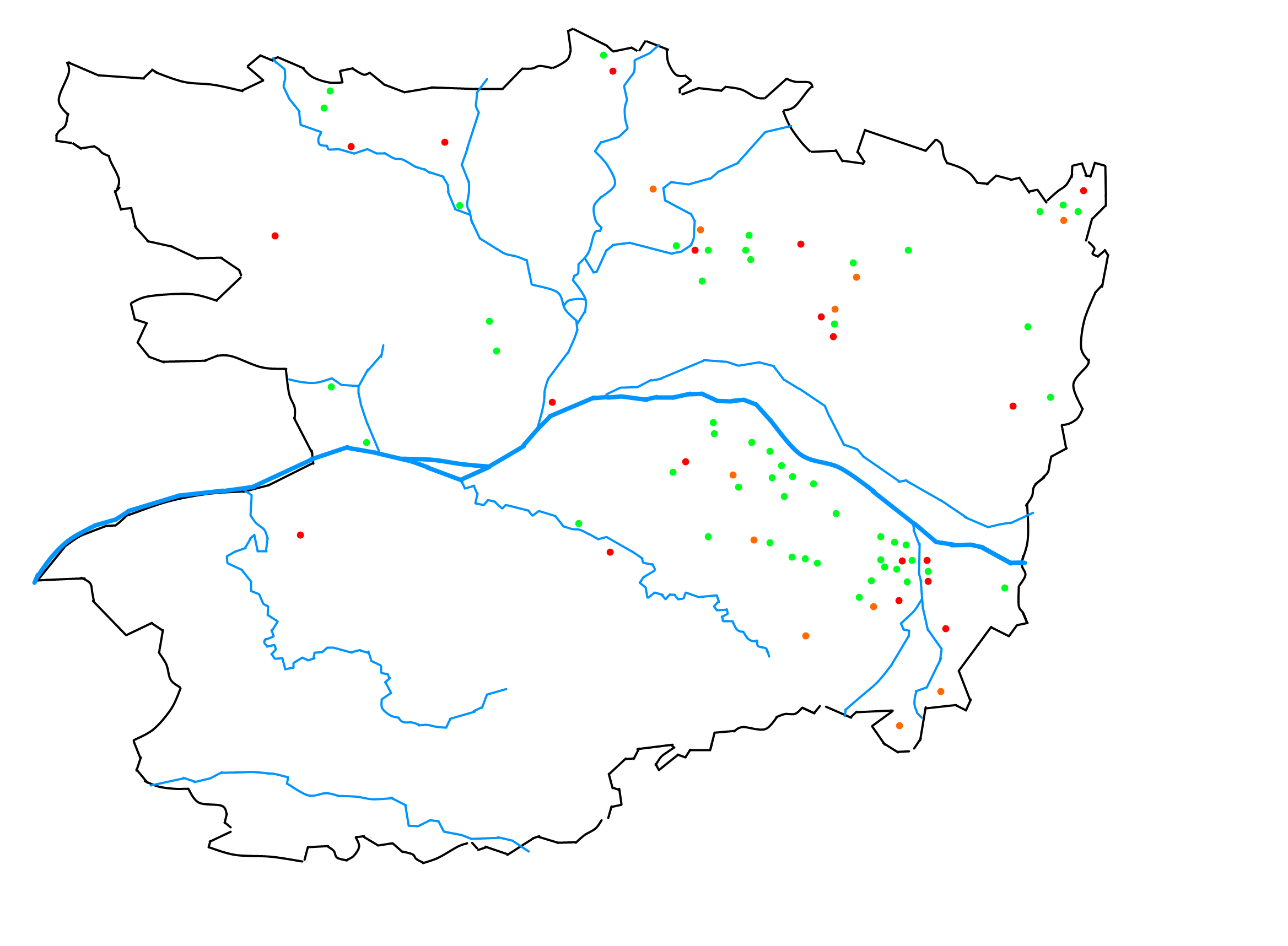
Verbreitungskarte von Dolmen in Maine-et-Loire – grün sind erhaltene Anlagen

Es ist ein kleiner einfacher Dolmen (französisch Dolmen simple) aus Kalk- und Sandstein mit einer Länge von 2,65 m. Die Kammer wird auf der Nord- und Südseite von zwei Orthostaten begrenzt und von einem runden Deckstein, der etwa 2,0 m Durchmesser hat, bedeckt. Der Rest des Tumulus ist noch sichtbar.
Der Dolmen wurde 1872 von M. de la Pouze ausgegraben, der Fragmente von Knochen, Töpferware sowie Asche und Holzkohle fand.
Einer lokalen Legende zufolge beherbergt der Dolmen eine Schmiede, in der die Feen in der Nacht ihre Werkzeuge gestalten.
Der Dolmen wurde zusammen mit dem Menhir und dem Dolmen de l'Aurière 1983 als Monument historique registriert.
Südlich von Broc, in Chalonnes-sous-le-Lude liegt der Dolmen von Bareil und südöstlich von Broc der Dolmen von Chantepierre.